# Centaurea brulla
Centaurea brulla — вид квіткових рослин айстрових (Asteraceae). Ендемік Італії.